# Rio Grădişte
O Rio Grădişte é um rio da Romênia, afluente do Timiş, localizado no distrito de Caraş-Severin.